# Lennart Borgström
Karl Göte Lennart Borgström, född 19 september 1931 i Svängsta, Blekinge län, död 15 juli 2020 i Williamsburg, Virginia, USA, var en svensk företagare, bosatt i USA från 1978 till sin död.
Lennart Borgström var son till Göte Borgström och sonson till Carl August Borgström, som grundade AB Urfabriken i Svängsta 1921. Han växte upp i Svängsta och utbildade sig till ingenjör i Örebro. Han började på Abu 1954 och fick då ansvar för företagets exportverksamhet.
Han tog över ledningen av sin far 1971 och övertog ägandet efter faderns död 1974. Vid denna tid hade Abu blivit ett medelstort företag, som 1975 hade omkring 1.400 anställda och en omsättning på 138 miljoner kronor.
Han sålde 80 procent av företaget till Incentive 1976 för att kunna betala arvsskatt, och resterande aktier 1981. År 1978 flyttade han till USA för att sköta Abu:s krisande amerikanska distributör Charles Garcia Corporation (Garcia), som övertogs 1980.
Lennart Borgström bodde från 1978 till sin död i Williamsburg i Virginia i USA.